# Гамма-нож

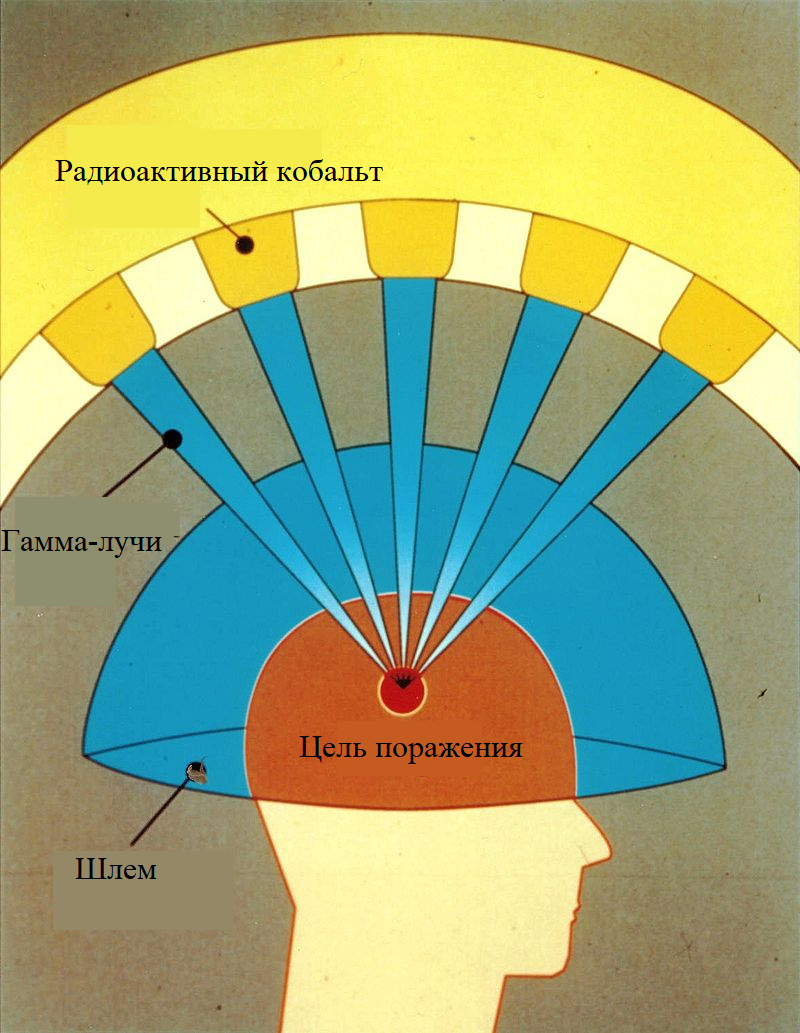
Принцип работы Гамма-ножа

Гамма-нож, также известный как Гамма-нож Лекселла, — установка для стереотаксической радиохирургии патологий головного мозга, использующая ионизирующее излучение большого числа источников из Кобальта-60. 201 (в модели C), или 192 (в моделях Perfexion и Icon) источник 60Co имеют начальную активность около 30 Ки (1,1 ТБк) каждый и сумарную активность порядка 6600 Ки. Источники и коллимационные отверстия располагаются в защитном кожухе таким образом, чтобы обеспечить механически-неподвижное положение радиационного изоцентра — точки дозового максимума, расположенной на пересечении всех пучков. Дозовое распределение, порождаемое источниками, близко к сферическому. Диаметр изодозовой сферы определяется используемыми коллиматорами из вольфрама.
Гамма-нож является наиболее известным устройством среди других установок, использующих фотоны, образующиеся при распаде Кобальта-60. Изготовитель — шведская компания Elekta.

## История

Л. Лекселл — шведский нейрохирург, основатель радиохирургии, один из разработчиков Гамма-ножа

Гамма-нож стал конечным продуктом развития идей шведского нейрохирурга , разработавшего в 1948 году оригинальную стереотаксическую раму, с дугой, позволяющей достичь выбранной интракраниальной мишени с любого направления. В 1951 Ларс Лекселл предложил объединить эту раму с источником излучения - (исходно рентгеновской трубкой), назвав данный подход радиохирургией. Со второй половины 1950-х Ларс Лекселл, вместе с физиком (швед. Börje Larsson) в Институте Густава Вернера в Уппсале начинают исследования по применению пучков протонов в стереотаксической радиохирургии. Успешность этих экспериментов при невозможности размещения протонного пучка в клинике привело к проекту, широко поддержанному шведскими радиационными физиками из Лунда, Уппсалы и Стокгольма, в рамках которого был разработан, изготовлен и запущен первый "прототип" Гамма-ножа, воплотивший основные принципы, используемые по сей день: большое количество источников, фиксированный изоцентр. Первый Гамма-нож был инсталлирован в 1967 в Софияхэммет и свыше 10 лет использовался нейрохирургами Каролинского института, Эриком-Улофом Баклюндом (швед. Eric-Olaf Backlund), Ладиславом Стейнером (рум. Ladislau Steiner) и их учениками под руководством Ларса Лекселла. В связи с перспективностью применения Гамма-ножа нейроонкологии в конце 1974 непосредственно в Каролинском институте был установлен 2-й Гамма-нож. В начале 1980-х Гамма-ножи были установлены в Буэнос-Айресе (Аргентина) (1983), Шеффилде (Великобритания) (1985), что привело к выходу на рынок фирмы Elekta. Широкое распространение Гамма-ножа, начинается с установки, благодаря усилиям американского нейрохирурга Дэйда Лансфорда (анг. L. Dade Lunsford), в США в 1987 в Университете Питтсбурга, а в 1988 Виргинском университете первой стандартной модели Гамма-ножа Leksel Gamma Knife U (U от USA) , получившей распространение в США, и с установки в 1988 Каролинском институте и затем в Норвегии, в Бергене, более совершенной модели Leksel Gamma Knife B (B от Bergen).
В 1999 году была выпущена модель C, оснащённая автоматической системой позиционирования пациента, а в 2007 революционная модель Perfxion, практически полностью автоматизировавшая процесс лечения. В этой модели также была представлена оригинальная система для гипофракционированного лечения на основе вакуумной подушки и индивидуальной капы, не получившая широкого распространения. Реальная возможность для проведения гипофракционирования появилась в модели Icon (первая инсталляция - 2016  г., Марсель), представляющая собой модель Perfexion дополненную конуснолучевым томографом, системой слежения за смещением пациента и системой воспроизводимой фиксации с помощью индивидуального подголовника и термопластической маски.
С момента ввода в эксплуатацию и до 2018 года суммарное количество больных, прооперированных с помощью Гамма-ножа, достигло 1 213 617. Всего в мире работает около 300 установок Гамма-нож, из них половина — в США и Японии, 56 — в Китае. На постсоветской территории первый Гамма-нож был установлен в 2005 в Российской Федерации в АО "Деловой Центр Нейрохирургии" при НИИ нейрохирургии им. Н. Н. Бурденко, в 2011 модель C заменена на Perfexion, а в 2018 - установлена самая современная модель - Leksell Gamma Knife Icon. Также, на территории России с ноября 2008 года в Онкологической клинике Медицинского института Березина Сергея (МИБС) работал Leksell Gamma Knife 4C, который в сентябре 2014 года был заменен на более совершенную модель Leksell Gamma Knife Perfexion. В 2019 ЛДЦ МИБС  в Новосибирске запустил работу на LGK ICON. Установки LGK Perfexion установлены и используются в ОКБ Ханты-Мансийска (2012), НИИ СП им. Н. В. Склифосовского, Москва (2016), РНЦ РХТ им А. М. Гранова, Санкт-Петербург (2017), в Обнинске (2018). В 2020 г. модель Perfexion была заменена на ICON в НИИ Склифосовского, а в 2022 в РНЦ Гранова.
В 2017 году в РНПЦ онкологии им. Александрова (г. Минск, Беларусь) введен в эксплуатацию радиотерапевтический комплекс «Leksell Gamma Knife Perfexion» (Elekta). В 2021 г. «Leksell Gamma Knife Perfexion» (Elekta) начал работу в АО НЦН г. Нур-Султан, Казахстан .

## Описание процедуры (жёсткая фиксация, рама)

### Жёсткая фиксация, рама
- В начале лечения на голове пациента под местной анестезией специальными шипами фиксируется стереотаксическая рама.
- Далее проводится диагностические исследования (МРТ, КТ, в случае сосудистых расстройств ангиография; в редких центрах — ПЭТ), с использованием локалайзеров, надеваемых на стереотаксическую раму, и обеспечивающих привязку томографических координат к координатам рамы.
- На основе полученных изображений с помощью компьютерной системы планирования облучения создаётся план лечения, который передаётся на пульт управления установкой. Планирование осуществляется путём выбора числа изоцентров, их положения, веса (относительного времени облучения в каждом изоцентре), угла наклона головы, исключаемых направлений пучков. При этом учитывается расположение и форма опухоли (или опухолей), прилежащих здоровых тканей, критических органов, а также общая дозовая нагрузка на голову пациента.
- Пациент укладывается на специальный стол, его голова фиксируется в системе позиционирования таким образом, чтобы выбранная мишень совпадала с изоцентром аппарата. В зависимости от модели аппарата и/или конкретных особенностей пациента используется автоматическая или ручная система позиционирования. Проводится проверка положения изоцентров и их достижимости, после чего персонал покидает помещение, стол задвигается внутрь аппарата, где и происходит облучение. В процессе облучения с пациентом поддерживается двусторонняя аудио- и односторонняя видео-связь. Сам процесс лечения абсолютно безболезненный. Время процедуры составляет от 10 минут до нескольких часов, в зависимости от типа патологии, числа опухолей, их размера и расположения.
- После окончания облучения рама снимается с головы пациента, после чего пациент может идти домой.

### Масочная фиксация (Icon)
На подготовительном этапе (за несколько дней или в день подведения первой фракции):
- Производится изготовление индивидуального подголовника и термопластической маски. Изготовление производится непосредственно на установке. Время - около 30 минут.
- Проводится конуснолучевая-томография (КЛКТ) (пациент зафиксирован в маске), используемая как референсная система координат (5 минут).
- До или после изготовления маски и КЛКТ проводится МРТ исследование по протоколам, аналогичным, используемым при фиксации в раме.
- Полученные данные используются для планирования лечения

В день лечения пациент:
- пациент фиксируется на установке в маске.
- Проводится КЛКТ, определяющее его текущее положение, совмещается с референсным КЛКТ, план облучения автоматически корректируется под текущее положение, проверяется и в случае необходимости корректируется физиками и врачами.
- Проводится лечение в автоматическом режиме. Кроме аудио-визуального наблюдения, специальная система следит за смещением пациента от положения последнего КЛКТ. При превышении заданного порога смещения носа, система блокирует источники облучения, при постоянном нахождении в смещённом состоянии - прерывает лечения, до повторного КЛКТ и соответствующей коррекции плана. Типичное время подведения одной фракции дозы - 40 минут.

Лечение повторяется в течение нескольких дней (обычно 3, 5). Возможно проведение радиохирургии (однофракционного лечения в раме). Так же возможны разные комбинации с использованием рамы и маски, позиционированием по стереотаксическому МРТ или КЛКТ.

## Область применения
Гамма-нож считается «золотым стандартом» в радиохирургии и соответственно на него распространяются все её ограничения — малые размеры патологического очага, отсроченность результата и её преимущества — одномоментность (по сравнению с радиотерапией), отсутствие хирургических рисков, высокая степень конформности.
По сравнению с радиохирургией с использованием линейных ускорителей Гамма-нож имеет несколько большую пространственную точность (свыше 0,5 мм), меньшую равномерность дозы внутри мишени (наиболее распространено облучение 50 % изодозой, тогда как на линейных ускорителях используются изодозы 80-90%). Кроме того, линейные ускорители (в отличие от Гамма-ножа) позволяют лечить, кроме опухолей и заболеваний головного мозга и опухолей головы (опухоли органов зрения, опухоли пазух носа) и шеи, также и патологии позвоночника (последняя модель Гамма-ножа — Perfexion позволяет лечить также и верхние отделы шеи).
Модель Icon адаптирована для проведения облучения в режиме гипофракционирования, что снимает ограничения на размер облучаемого очага, позволяя лечить опухоли свыше 3-3.5 см в диаметре. В этом режиме проводится лечение "больших" образований - объёмом 10-25 см3, и более. Расширены показания к лечению диффузных образований: глиом разных типов, в том числе глиобластом. Расширились возможности лечения опухолей, непосредственно прилежащих к критическим структурам (в первую очередь к зрительным нервам и хиазме).

## Показания к лечению
Список показаний к лечению постоянно расширяется по мере развития и утверждения новых методик проведения стереотаксической радиохирургии на Гамма-ноже:
- Опухоли головного мозга[2]:
  - Невриномы слухового нерва (акустические шванномы).
  - Менингиомы любых локализаций и степеней злокачественности.
  - Аденомы гипофиза.
  - Метастазы одиночные и множественные.
  - Краниофарингиомы.
  - Рецидивы глиальных опухолей, либо остаточные опухоли после хирургического удаления, лучевой и химиотерапии.
  - Глиомы (от I до IV ст. злокачественности), эпендимомы, медуллобластомы
  - Хордомы.
  - Невриномы V, VII, IX, X, XI, XII нервов.
  - Пинеаломы.
  - Герминомы.
  - Гемангиобластомы.
  - Гемангиоперицитомы.
  - Гломусные опухоли.
  - Гемангиомы.
- Сосудистые заболевания головного мозга:
  - Артерио-венозные мальформации.
  - Каверномы.
  - Дуральные артериовенозные фистулы.
- Функциональные заболевания головного мозга:
  - Невралгия тройничного нерва[2].
  - Паркинсонизм и эссенциальный тремор[2].
  - Височная эпилепсия.
  - Многоочаговая эпилепсия.
  - Гамартомы гипотоламуса
  - Болевой синдром при таламическом синдроме.
  - Болевой синдром при множественном метастатическом поражении костей осевого скелета.
  - Обсессивно-компульсивное расстройство.
- Заболевания глаз:
  - Меланома хориоидеи.
  - Прогрессирующая глаукома.
  - Ретинобластома.

## Противопоказания
Противопоказания следуют из противопоказаний к выбранному режиму лечения радиохирургия или гипофракционирование 
- Максимальный размер новообразования (при радиохирургии) не должен превышать 35 мм[2] (кроме артерио-венозных мальформаций). В режиме гипофракционирования доступны для лечения образования больших размеров.
- Тяжелое декомпенсированное состояние больного.
- Наличие «острых» симптомов сдавления головного мозга.
- Окклюзионная гидроцефалия.
- Гамма-нож в режиме радиохирургии редко применяется при лечении глиобластом[10] и других диффузных опухолей. Данные патологии можно лечить в режиме гипофракционирования.